# إيمري ناغ

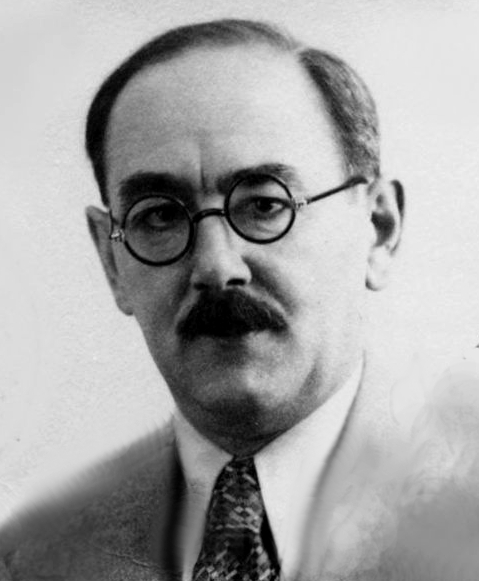
إيمري ناج

ايمري ناغ (بالمجرية: Nagy Imre)، واللفظ [nɒɟ 'imrɛ] بالهنغارية، (7 يونيو 1896 - 16 يونيو 1958 ) سياسي مجري شغل منصب رئيس وزراء المجر لفترتين وانتهت فترته الثانية بسقوط حكومته على يد الغزو السوفيتي للمجر أثناء الثورة المجرية 1956 وتم إعدامه بعد ذلك بسنتين بتهمة الخيانة العظمى.

## روابط خارجية
- إيمري ناغ على موقع الموسوعة البريطانية (الإنجليزية)
- إيمري ناغ على موقع مونزينجر (الألمانية)
- إيمري ناغ على موقع إن إن دي بي (الإنجليزية)
- إيمري ناغ على موقع ديسكوغز (الإنجليزية)